# Potamophylax luctuosus
Potamophylax luctuosus är en nattsländeart som först beskrevs av Mathias Piller och Ludwig Mitterpacher von Mitterburg 1783.  Potamophylax luctuosus ingår i släktet Potamophylax och familjen husmasknattsländor. Utöver nominatformen finns också underarten P. l. armeniacus.